# (1122) Нейт
(1122) Нейт (лат. Neith) — светлый астероид главного пояса с необычно высоким альбедо, который был обнаружен 17 сентября 1928 года бельгийским астрономом Эженом Дельпортом в обсерватории Уккел и назван в честь египетской богини войны и охоты Нейт.

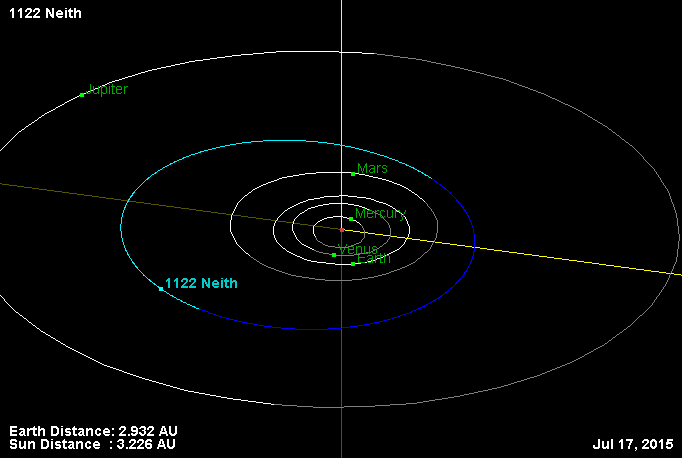
Орбита астероида Нейт и его положение в Солнечной системе

Фотометрические наблюдения, проведённые в 2008 году, позволили получить кривые блеска этого тела, из которых следовало, что период вращения астероида вокруг своей оси равняется 12,599 ± 0,0006 часам, с изменением блеска по мере вращения 0,08 ± 0,02 m.